# Поволжский экономический район

Поволжский экономический район на карте России

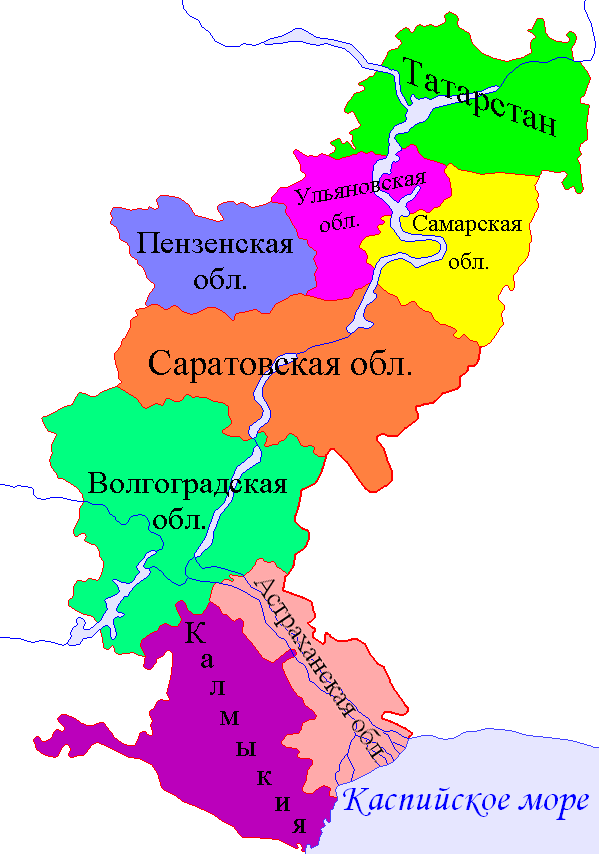
Поволжский экономический район

Пово́лжский экономический район — один из 12 экономических районов Российской Федерации, состоит из 8 субъектов Федерации.
Находится в основном в бассейне Волги. Располагает значительными запасами нефти и газа, большими территориями пахотных земель и других сельскохозяйственных угодий. В Волге, её водохранилищах и притоках, в Каспийском море большие водные, гидроэнергетические и рыбные ресурсы.
К специализациям района относятся добыча и переработка нефти и газа, химическая и машиностроительная промышленность. Большую долю в экономике района и важное значение имеют сельское и рыбное хозяйство, переработка их сырья.
Атомные, гидро- (прежде всего на Волге) и тепловые электростанции играют значительную роль в народном хозяйстве РФ.

## Состав
1. Республика Татарстан
2. Республика Калмыкия
3. Пензенская область
4. Самарская область
5. Саратовская область
6. Ульяновская область
7. Астраханская область
8. Волгоградская область

## Крупнейшие города
| №  | Город            | Население, чел. |
| -- | ---------------- | --------------- |
| 1  | Казань           | ↗1 329 825      |
| 2  | Самара           | ↘1 154 223      |
| 3  | Волгоград        | ↘1 012 219      |
| 4  | Саратов          | ↘886 165        |
| 5  | Тольятти         | ↘662 683        |
| 6  | Ульяновск        | ↗612 516        |
| 7  | Набережные Челны | ↗548 221        |
| 8  | Пенза            | ↘487 978        |
| 9  | Астрахань        | ↗465 990        |
| 10 | Волжский         | ↘313 034        |

## География и население
Расположен в Среднем и Нижнем Поволжье, а также в бассейне реки Суры (Пензенская область) и Прикамье (большая часть Татарстана). Площадь 536 тыс. км², население 17 млн человек, плотность населения 31,4 человек/км².
Доля населения, проживающего в городах — 74 %.
Особенностью географического положения района является его протяжённость вдоль Волги почти на 1500 км, что влияет на хозяйственную деятельность, размещение и функции населённых пунктов на всех этапах развития. Центр экономического района находится в городе Самара. Так же Поволжский экономический район разделён на две основные промышленные зоны:
1. Волго-Камскую
2. Нижневолжскую

В состав Волго-Камской промышленной зоны входят:
1. Самарская область
2. Ульяновская область
3. Республика Татарстан

Центр Волго-Камской промышленной зоны Поволжского экономического района находится в городе Казани.
В состав Нижневолжской промышленной зоны входят:
1. Астраханская область
2. Волгоградская область
3. Пензенская область
4. Саратовская область
5. Республика Калмыкия

Центр Нижневолжской промышленной зоны Поволжского экономического района находится в городе Волгограде.

## Экономика
Отрасли специализации:
— топливная (добыча нефти, газа и соли)
— нефтяная и нефтехимическая промышленность
— машиностроение (особенно автомобилестроение в Тольятти, Ульяновске и авиастроение в Самаре и Казани).
— Электроэнергетика (Балаковская АЭС)
В сельском хозяйстве: масличные, зерновые и овощебахчевые культуры. Животноводство (мясомолочное скотоводство, овцеводство, свиноводство).